# Exenterus antennatorius
Exenterus antennatorius là một loài tò vò trong họ Ichneumonidae.